# 南小國町
南小国町（日语：／ Minamioguni machi */?）是位于日本熊本縣東北部，阿蘇外輪山北側高原地區，屬阿蘇郡的一個城鎮。為日本最美麗的村莊聯盟成員之一。

## 历史
過去屬於「小國鄉」，小國鄉在1870年將原本的25個村合併為9個村，並在1889年進一步將其中六村合併為北小國村（現在的小國町），另外三村合併為南小國村，也就是現在的南小國町之前身。

### 年表
- 1889年4月1日：實施町村制，設置南小國村。
- 1969年11月1日：改制為南小國町。

## 觀光資源

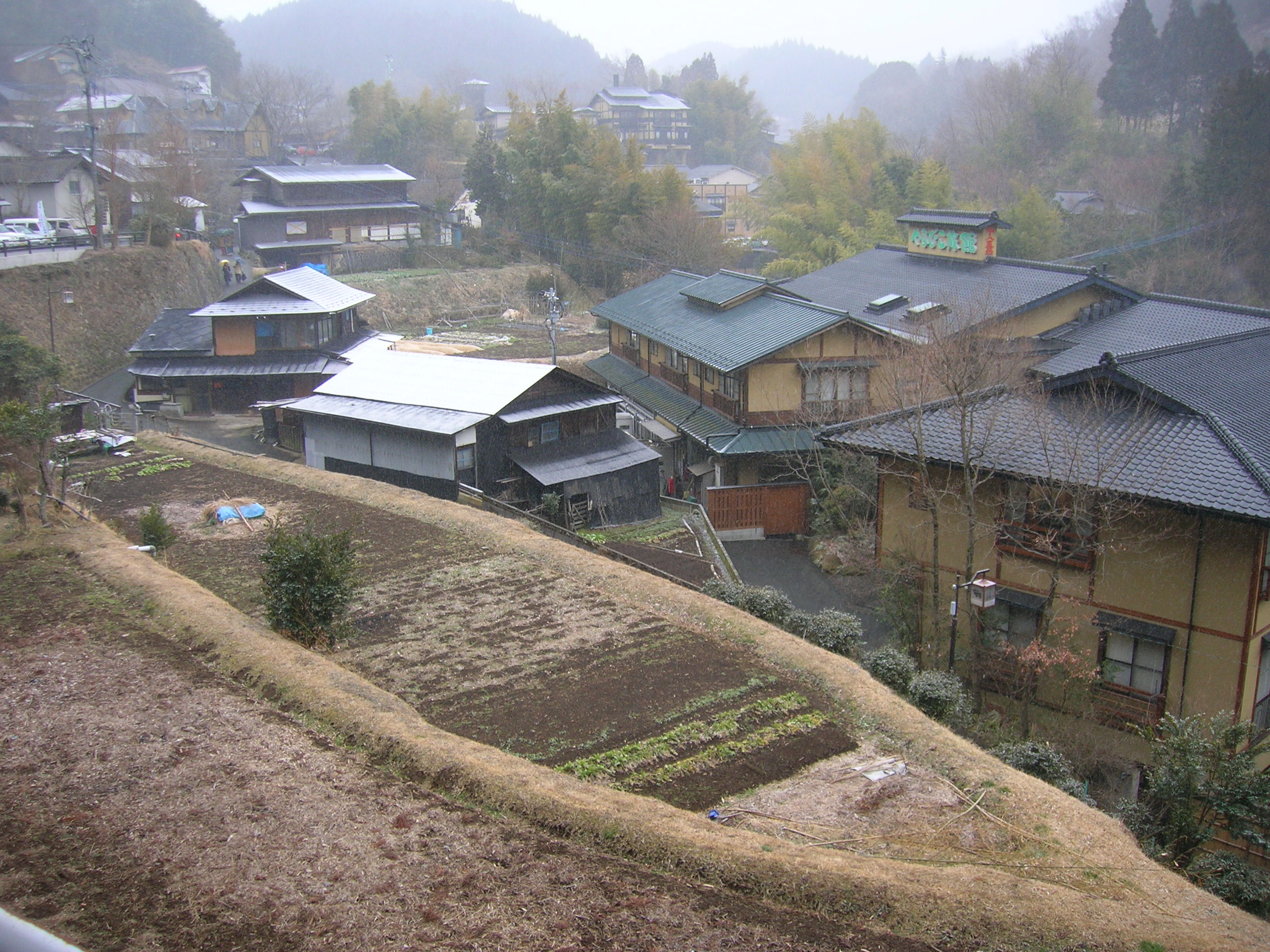
黑川溫泉

- 黑川溫泉
- 滿願寺溫泉
- 田之原溫泉
- 白川溫泉
- 小田溫泉
- 湯田溫泉
- 瀨之本高原
- 清流之森

## 姊妹、友好都市

### 日本
- 「日本最美麗的村莊聯盟」的其他成員
  - 美瑛町（北海道上川郡）
  - 赤井川村（北海道余市郡）
  - 大藏村（山形縣最上郡）
  - 白川村（岐阜縣大野郡）
  - 大鹿村（長野縣下伊那郡）
  - 上勝町（德島縣勝浦郡）

## 外部連結
- （日語） 南小國町商工會 （页面存档备份，存于）
- （日語） 南小國町觀光協會
- （日語） 日本最美村莊聯合
- OpenStreetMap上有關南小國町的地理